# John W. Geary
John White Geary (30. december 1819 – 8. februar 1873) var en amerikansk advokat, politiker og første borgmester i San Francisco, guvernør over Kansas Territoriet og Pennsylvania samt general i Unionshæren under den amerikanske borgerkrig.

## Tidlige år
Geary blev født i nærheden af Mount Pleasant, Pennsylvania, som søn af Richard Geary, en jernværksejer og skoleleder og Margaret White, der stammede fra Maryland. I en alder af 14 år begyndte han at gå på Jefferson College i Canonsburg, hvor han studerede ingeniørkunst og jura, men blev tvunget til at forlade studierne inden eksamen på grund af sin fars død og at han overtog hans gæld. Han arbejdede i forskellige jobs herunder som landmåler og jordspekulant i Kentucky, hvor han tjente tilstrækkeligt til at vende tilbage til studierne og få sin eksamen i 1841. Han arbejdede som ingeniør på Allegheny Portage Railroad. I 1843 giftede han sig med Margaret Ann Logan, som han fik adskillige sønner med, men hun døde i 1853. Geary sig i 1858 med enken Mary Church Henderson i Carlisle, Pennsylvania.
Geary var aktiv i statens milits som teenager og da den Mexicansk-amerikanske krig brød ud lod han sig indrullere i 2. Pennsylvania Infantry, hvor han gjorde tjeneste som oberstløjtnant. Han førte på heroisk vis regimentet i Slaget ved Chapultepec, og blev såret fem gange undervejs. Geary var et udmærket mål for fjendens ild: en for datiden kolossal mand. Han var 198 cm høj, vejede 118 kg og var solidt bygget. I alt blev han såret mindst 10 gange i sin militære karriere. Gearys meriter ved Belen porten gav ham rang af oberst, og han vendte hjem som en krigshelt.

## Politiker i Californien
Geary flyttede vestpå og blev udpeget til postmester i San Francisco af præsident James K. Polk den 22. januar 1849, og i 1850 blev han byens første borgmester. Inden California blev en delstat var han byens alcalde (en spansk blanding af dommer og kommunaldirektør). Han var den yngste borgmester i San Francisco nogensinde. I 1852 vendte Geary tilbage til Pennsylvania på grund af sin kones svigtende helbred. Efter hendes død ønskede præsident Franklin Pierce at udpege ham til guvernør over Utah territoriet, men det afslog Geary.

## Guvernør over Kansas territoriet
Geary modtog Pierce's udnævnelse af ham som guvernør over Kansas territoriet den 31. juli 1856. Grupper som var tilhængere af slaveriet var modstandere af Geary og ville hellere have den fungerende guvernør Daniel Woodson eller den øverste landmåler John Calhoun (en politiker fra Illinois). Geary brugte en måned på at forberede sig på sin nye stilling og tog derefter af sted til territoriet. Mens han rejste op af Missourifloden, lagde hans båd til i Glasgow, Missouri, hvor han stødte på den nyligt afsatte guvernør Wilson Shannon. De diskuterede kort krisen i Kansas mellem slavetilhængere og -modstandere og Geary havde tidligere mødtes med Missouris guvernør Sterling Price, som lovede Geary at Freestaters (dvs. slavemodstandere) ville få fri passage gennem Missouri.
Geary ankom til Fort Leavenworth den 9. september og tog til territoriets hovedstad Lecompton den følgende dag, og blev dermed den yngste guvernør over Kansas territoriet. Han troede på at hans tidligere administrative erfaring i regeringsførelse ville hjælpe ham med at bringe fred til territoriet, men han var ude af stand til at stoppe volden. I sin første tale til en forsamling sagde han: "Jeg ønsker ikke at kende til partier, fraktioner, Nord, Syd, Øst eller Vest. Jeg vil kun kende til Kansas og mit land". Geary nedlagde den eksisterende Kansas milits og opstillede en ny, og han var stærkt afhængig af føderale tropper til at sikre ro og orden. Den 17. oktober startede ham på en 20 dags turne i territoriet og talte med grupper overalt hvor han kom frem for at høre deres meninger.
Trods sin indsats for at være en neutral fredsmager stødte Geary og den slaverivenlige lovgivende forsamling sammen. Ved grænsen til Missouri stoppede Geary en stor styrke af bøller på vej mod Lawrence for igen at afbrænde byen. Dertil kom at han nedlagde veto mod en lov, som ville give mulighed for valg af delegerede til Lecompton forfatnings konventionen. Denne lov ville have omgået enhver folkeafstemning om en forfatning inden den blev sendt til USA's Kongres til ratificering. Den lovgivende forsamling tilsidesatte vetoet.
Geary ophidsede også slavemodstandere (Freestaters) da han afslog at modtage $20,000 fra den lovgivende forsamling i Vermont, som var tiltænkt de som led under den strenge vinter 1856-57. Geary skrev i sit svar: "[der er] utvivlsomt nogen nød ... på grund af de tidligere uroligheder og den aktuelle usædvanlig kolde vinter, men formentlig ikke mere end den som optræder i andre territorier eller stater i Unionen."
I starten afskyede Geary de forslag som han modtog fra slavemodstanderne i Kansas. Men da man nåede frem til præsidentvalget i 1856 havde han fuldstændig skiftet mening og var blevet en nær ven af Charles Robinson og Samuel Pomeroy. Hertil kom at han fuldstændig havde mistet tilliden til slavetilhængernes styrker og i breve til præsident Pierce gav han dem skylden for nøden i territoriet. Geary gik endda så vidt at han afslog at opstille for det demokratiske parti i Kansas til senatet. I stedet arbejdede han med slavemodstanderne på at skabe en plan hvorefter Kansas kunne blive optaget i Unionen som en slavefri stat med ham selv som guvernør for en regering bestående af Demokrater. Der var ikke støtte i USAs Kongres for en sådan plan.
Geary begyndte snart at frygte for sin personlige sikkerhed efter at hans private sekretær, Dr. John Gihon, blev angrebet af nogle af slavetilhængernes bøller. Geary indgav sin afskedsansøgning til den tiltrædende præsident James Buchanan, men forventede at blive genudnævnt. I stedet afskedigede Buchanan Geary den 12. marts 1857 med virkning fra 20. marts. I sin afskedshilsen til territoriet skrev Geary at han ikke havde søgt embedet og at "det på ingen måde var attraktivt". Han tilføjede at "hovedparten af de problemer, som i den seneste tid havde ophidset territoriet var fremprovokeret af folk, som ikke havde nogen særlig interesse i territoriets ve og vel. De fleste af borgerne er konservative, lovlydige og fredselskede mænd, som hellere vil yde ofre for fordragelighed og fred end at insistere på deres fulde ret, hvis det betyder at folket derved kommer til at lide"
Bevæbnet med to skydevåben forlod Geary territoriet om natten og vendte tilbage til Washington, D.C. den 21. marts 1857. Efterfølgende talte han ved mange offentlige møder om farerne i Kansas. Selv om han ikke bragte fred til territoriet, efterlod hans styre territoriet mere fredeligt, end det havde været inden hans ankomst.
Geary vendte tilbage til sin farm i Pennsylvania og giftede sig igen.

## Borgerkrigen
I starten af borgerkrigen opstillede Geary de 147. og 28. Pennsylvania infanteriregimenter og blev oberst for det sidste. Med kommandoen over militærdistriktet for den øvre Potomacflod blev han såret og taget til fange nær Leesburg, Virginia, den 8. marts 1862, men blev straks udvekslet og vendte tilbage til tjenesten. Han blev forfremmet til brigadegeneral og fik kommando over en brigade i Nathaniel P. Banks's Korps, som han førte i Shenandoah kampagnen mod Stonewall Jackson. Hans brigade tilsluttede sig John Pope's Army of Virginia i slutningen af juni. Han førte den i Slaget ved Cedar Mountain den 9. august 1862, hvor han blev alvorligt såret i armen og benet. Han vendte tilbage til tjenesten den 15. oktober som kommandør over divisionen. Korpset var nu en del af Army of the Potomac, hed XII Korps og var under kommando af generalmajor Henry W. Slocum.
Gearys division var stærkt involveret i Chancellorsville, hvor han blev slået bevidstløs af en kanonkugle, som strøg forbi hans hoved den 3. maj 1863. (Nogle beretninger siger, at han blev ramt i brystet af kanonkuglen, hvilket virker usandsynligt).
I slaget ved Gettysburg ankom Slocums korps efter at den første dags kampe var ebbet ud og indtog en defensiv position på Culp's Hill yderst til højre på Unionens linje. På den anden dag betød kraftige kampe på Unionens venstre fløj at der bar brug for forstærkninger, og Geory blev beordret til at efterlade en enkelt brigade under brigadegeneral George S. Greene på Culp's Hill og følge efter en anden division som netop blev sendt af sted. Geary mistede følingen med den division han skulle følge sydpå ad Baltimore Pike og marcherede fuldstændig uforklarligt væk fra slagmarken, og nåede til sidst Rock Creek. Hans to brigader nåede tilbage til Culp's Hill omkring kl. 21 samme aften, hvor de ankom midt i en kraftig ildkamp mellem en konfødereret division og Greene's enlige brigade. Dette pinlige optrin kunne have skadet hans ry, hvis ikke det var for to omstændigheder: slaget han skulle marchere hen og deltage i var sluttet, så han var ikke rigtig savnet, og på grund af en uenighed mellem hærens øverstkommanderende, generalmajor George G. Meade og Slocum over hvordan deres officielle rapporter skulle arkiveres, kom der ikke meget frem i offentligheden om episoden.
XII Korps blev flyttet vest på for at slutte sig til den belejrede Unionshær i Slaget ved Chattanooga. Gearys søn Edward døde i hans arme i Slaget ved Wauhatchie, hvilket gjorde ham tilstrækkelig rasende til at holde ud i et slag hvor hans division var i kraftigt undertal. Han udmærkede sig som kommandør under Slaget ved Lookout Mountain, hele Atlanta kampagnen, Shermans march mod havet og Carolina kampagnen. Han ledede overgivelsen af Savannah i Georgia, og var i kort tid byens militærguvernør, hvor han blev blev udnævnt til midlertidig generalmajor.

## Guvernør af Pennsylvania
Efter krigen gjorde Geary tjeneste i to perioder som Republikansk guvernør i Pennsylvania, fra 1867 til 1873. Han grundlagde et ry som en politisk uafhængig, og angreb den politiske indflydelse på jernbanerne og nedlagde veto mod mange love til fordel for særlige grupper.
Den 8. februar 1873, mindre end tre uger efter at have forladt posten som guvernør, blev Gery ramt af et hjertetilfælde, mens han lavede morgenmad til sin lille søn i Harrisburg, Pennsylvania. Han var 53 år gammel. Han fik en statsbegravelse i Harrisburg på Mount Kalma Cemetery.

## I erindringen
- Geary County, Kansas, blev omdøbt til ære for John W. Geary i 1889 (tidligere hed det Davis County for Jefferson Davis. Det fik nyt navn fordi borgerne insisterede på det. I 1893 afviste county forsamlingen et forslag om at skifte navnet tilbage.
- Geary Boulevard i San Francisco er en af de store veje i byen.
- Geary Street i New Cumberland, Pennsylvania (hvor Geary ejede et hjem),
- Geary Street i Harrisburg, hovedstaden i Pennsylvania
- Geary Hall en sovesalsbygning i East Halls på Pennsylvania State University.
- Der er et monument over Geary i centrum af Mount Pleasant, Pennsylvania.
- Geary, Kansas (i Doniphan County blev også opkaldt efter ham, men byen ophørte med at eksistere i 1905.
- Den 11. august 2007 blev en statue af Geary afsløret på Culp's Hill i Gettysburg. [5]

## Eksterne links
- Pennsylvania Historical and Museum Commission beskrivelse Geary som guvernør Arkiveret 8. marts 2005 hos  Wayback Machine
- William G. Cutler's History of the State of Kansas